# Иконников, Андрей Владимирович
Андре́й Влади́мирович Ико́нников (20 января 1926, Нижний Новгород, РСФСР, СССР — 16 августа 2001, Москва, Россия) — советский и российский деятель архитектурной науки, историк и теоретик архитектуры, доктор архитектуры (1965), профессор (1976), академик РААСН (1992), академик Международной академии архитектуры в г. Москве (1992), член-корреспондент Академии художеств СССР (1988), член Союза архитекторов СССР (1951), заслуженный архитектор Российской Федерации (1992), почётный строитель России (1999), почётный строитель города Москвы (2001).

## Биография
Иконников Андрей Владимирович родился в Нижнем Новгороде 20 января 1926 года.
В 1943—1944 годах обучался в Горьковском инженерно-строительном институте им. В.П. Чкалова. Затем с 1944 по 1950 годы — на архитектурном факультете в ЛИЖСА им. И.Е. Репина, где затем с 1953 по 1966 годы преподавал в должности ассистента, а затем доцента кафедры архитектурного проектирования. Там же обучался в аспирантуре с 1950 по 1953 годы, после чего в 1954 году под руководством доктора архитектуры, профессора, члена-корреспондента Академии архитектуры СССР Фомина Игоря Ивановича защитил диссертацию на тему «О планировочных традициях русского народного зодчества (Планировка русских селений Волго-Окского района)», представленную на соискание учёной степени кандидата архитектуры. Официальными оппонентами по диссертации выступили профессор Васильковский Сергей Владимирович и кандидат архитектуры, доцент Иванова Ольга Александровна.
В 1965 году защитил диссертацию на тему «Основные эстетические проблемы города», представленную на соискание учёной степени доктора архитектуры.
Работал в проектных организациях Ленинграда.
В 1966—1974 годах — директор ЦНИИ теории и истории архитектуры в Москве.
В 1975—1979 года заведовал кафедрой архитектуры в Московском институте инженеров землеустройства. Благодаря организаторским способностям А.В. Иконникова преподавательский и учебно-вспомогательный состава архитектурного факультета МИИЗ были объединены в единый активно действующий творческий коллектив. В период работы А.В, Иконникова в МИИЗ во многом благодаря ему на факультете была организована аспирантура и докторантура.
В 1980—1985 годах преподавал в МАрхИ.
Основное место работы — Российская академия архитектуры и строительных наук.
Автор многочисленных трудов по истории и теории архитектуры и градостроительства, в том числе — разных городов и стран мира, учебных пособий. Доктор архитектуры (1965).
Жил в Москве на Ленинском проспекте в доме №72.
Скончался в 2001 году. Похоронен на Гольяновском кладбище Москвы.

## Награды
- Заслуженный архитектор Российской Федерации (20 ноября 1992) — за заслуги в области архитектуры и многолетнюю плодотворную работу
- Золотая медаль биеннале архитектуры в г. Софии (1983)[1]
- Государственная премия СССР (1979)[1]
- Серебряная медаль Академии художеств СССР (1984)[1]
- Государственная премия Российской Федерации в области литературы и искусства 1992 года (25 декабря 1992) — за серию искусствоведческих работ последних лет в области архитектуры[1][2]
- Золотая медаль РАХ (1992)[1][2]
- Большая медаль РААСН (1997)[1][2]
- Орден Святого благоверного князя Даниила Московского III степени (2000)[1]
- Золотой диплом международного фестиваля «Зодчество» (2003)[2]

## Труды

### Книги
- Иконников А. В. Современная архитектура Англии. — Л.: Гос. изд-во литературы по строительству, архитектуре и строительным материалам, 1958. — 208 с. — 4000 экз.
- Иконников А. В., Степанов Г. П. Эстетика социалистического города. — М.: Изд-во АХ СССР, 1963. — 288 с.
- Иконников А. В. Эстетические проблемы массового жилищного строительства. — М.: Стройиздат, 1966. — 160 с.
- Иконников А. В. Хельсинки. — Л.: Стройиздат. Ленинградское отделение, 1967. — 72 с. — (Архитектура и строительство городов мира). — 10 000 экз.
- Иконников А. В. Новая архитектура Финляндии. — М.: Стройиздат, 1971. — 144 с.
- Иконников А. В., Степанов Г. П. Основы архитектурной композиции: Учебное пособие. — М.: Искусство, 1971. — 224 с. — 15 000 экз.
- Иконников А. В. Архитектура города: Эстетические проблемы композиции. — М.: Стройиздат, 1972. — 224 с.
- Иконников А. В. Лондон. — Л.: Стройиздат, 1972. — 86 с. — (Архитектура и строительство годов мира). — 10 000 экз.
- Иконников А. В. Формирование городской среды. — М.: Знание, 1973. — 64 с.
- Иконников А. В. Основные тенденции современной архитектуры капиталистических стран. — 1976.
- Иконников А. В. Каменная летопись Москвы: Путеводитель. — М.: Московский рабочий, 1978. — 352 с. — 75 000 экз.
- Иконников А. В., Гуляницкий Н. Ф., Михайловский Е. В. Памятники архитектуры в структуре городов СССР. — Стройиздат, 1978. — 208 с. — 10 000 экз.
- Иконников А. В. Современная архитектура Швеции. — М.: Стройиздат, 1978. — 152 с. — 10 000 экз.
- Иконников А. В., Заварухин Ю. И. Токио. — Л.: Стройиздат, ленинградское отделение, 1978. — 88 с. — (Архитектура и строительство городов мира).
- Иконников А. В. Архитектура США: Архитектура в системе буржуазной культуры. — М.: Искусство, 1979. — 200 с. — (Проблемы искусства и архитектуры). — 25 000 экз.
- Иконников А. В. Нью-Йорк. — Л.: Стройиздат, 1980. — 96 с. — (Архитектура и строительство городов мира). — 60 000 экз.
- Иконников А. В. Зарубежная архитектура. От «новой архитектуры» до постмодернизма. — М.: Стройиздат, 1982. — 256 с. — 20 000 экз.
- Иконников А. В. Архитектура Москвы: XX век. — М.: Московский рабочий, 1984. — 224 с. — 60 000 экз.
- Иконников А. В. Реконструкция центров крупных городов. — М.: Знание, 1985. — 64 с.
- Иконников А. В. Искусство, среда, время. Эстетическая организация городской среды. — М.: Советский художник, 1985. — 336 с. — (Искусство: проблемы, история, практика). — 20 000 экз.
- Иконников А. В. Художественный язык архитектуры. — М.: Искусство, 1985. — 176 с. — (Проблемы искусства в архитектуре). — 30 000 экз.
- Иконников А. В. Функция, форма, образ в архитектуре. — М.: Стройиздат, 1986. — 288 с. — 19 500 экз.
- Архитектура советской России / А. М. Журавлёв, А. В. Иконников, А. Г. Рочегов. — М.: Стройиздат, 1987. — 448 с.
- Иконников А. В. Эстетические ценности предметно-пространственной среды. — М.: Стройиздат, 1990. — 336 с. — 10 000 экз. — ISBN 5-274-00760-0.
- Иконников А. В. Тысяча лет русской архитектуры: развитие традиций. — М.: Искусство, 1990. — 386 с. — 30 000 экз. — ISBN 5-210-00310-8.
- Иконников А. В. Архитектура и история. — М.: Архитектура, 1993. — 248 с.
- Иконников А. В. Архитектура XX века. Утопии и реальность. В 2 томах. — М.: Прогресс-Традиция, 2001. — Т. 1. — 656 с. — 3000 экз. — ISBN 5-89826-096-X.
- Иконников А. В. Архитектура XX века. Утопии и реальность. В 2 томах. — М.: Прогресс-Традиция, 2002. — Т. 2. — 672 с. — 3000 экз. — ISBN 5-89826-130-3.
- Иконников А. В. Утопическое мышление и архитектура. — М.: Архитектура-С, 2004. — 400 с. — ISBN 5-9647-0010-1.
- Иконников А. В. Пространство и форма в архитектуре и градостроительстве. — М.: URSS, 2006. — 352 с. — ISBN 5-484-00424-1.

### Редактор
- Мастера архитектуры об архитектуре: Избранные отрывки из писем, статей, выступлений и трактатов / Под общ. ред. А. В. Иконникова. — М.: Искусство, 1972. — 592 с.
- Всеобщая история архитектуры. В 12 тт. / Под ред. А. В. Иконникова, Ю. Ю. Савицкого, Н. П. Былинкина и др.. — М.: Стройиздат, 1973. — Т. 11. Архитектура капиталистических стран XX в..